# GRZ Krelingen
Das Geistliche Rüstzentrum Krelingen (GRZ Krelingen) ist ein „freies Werk“ innerhalb der Evangelisch-lutherischen Landeskirche Hannovers und arbeitet auf der theologischen Grundlage der Evangelischen Allianz mit biblizistischer Ausrichtung. Es befindet sich im Walsroder Ortsteil Krelingen im Landkreis Heidekreis in Niedersachsen. Das GRZ Krelingen ist die größte evangelikale Institution in Norddeutschland mit einem Jahresetat von etwa fünf Millionen Euro.

## Beschreibung
Das GRZ Krelingen wurde 1965 von Pastor Heinrich Kemner ins Leben gerufen. Es wurde zunächst auf einem ehemaligen Bauernhof als christliches Freizeitzentrum für Jugendliche gegründet. Mittlerweile ist das GRZ zu einem 17-Hektar-Areal mit vielen verschiedenen Arbeitsbereichen angewachsen. Auf dem Werksgelände befindet sich auch eine Kirche, die Mitarbeitern, Bewohnern und Interessierten als Gotteshaus dient.

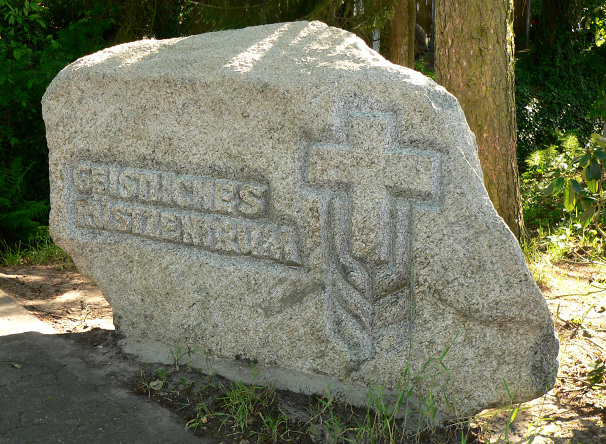
Stein an der Einfahrt

Organisatorischer Träger des Werkes ist der gemeinnützige Verein GRZ Krelingen e. V. Das Grundanliegen des Werks besteht im Leben, Lernen und Arbeiten in christlicher Gemeinschaft sowie der Weitergabe und Festigung des christlichen Glaubens. Aktueller Werksleiter und Vorstandsvorsitzender ist seit 1. Oktober 2019 Pastor Ralf Richter.
Das GRZ Krelingen gehört zu den Werken der Kategorie II der evangelikal ausgerichteten Evangelischen Allianz. Sie werden definiert als „selbstständige diakonische, evangelistische, missionarische und seelsorgerliche Werke, die überregional arbeiten und sich in ihren Satzungen mit der Zusammenarbeit der Evangelischen Allianz verbunden fühlen“. Das GRZ hat das Spendenprüfzertifikat der Evangelischen Allianz (gültig bis 31. Dezember 2023). Das GRZ Krelingen ist Mitglied im Diakonischen Werk Hannover.

## Arbeitsbereiche

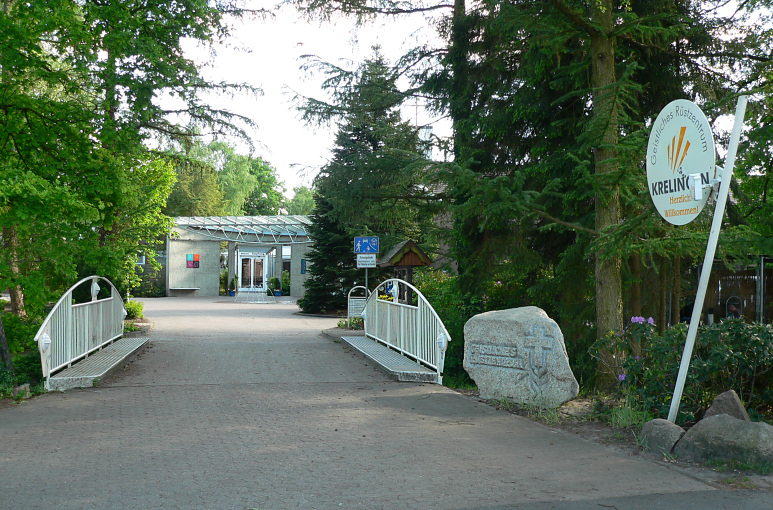
Eingangsbereich des Rüstzentrums

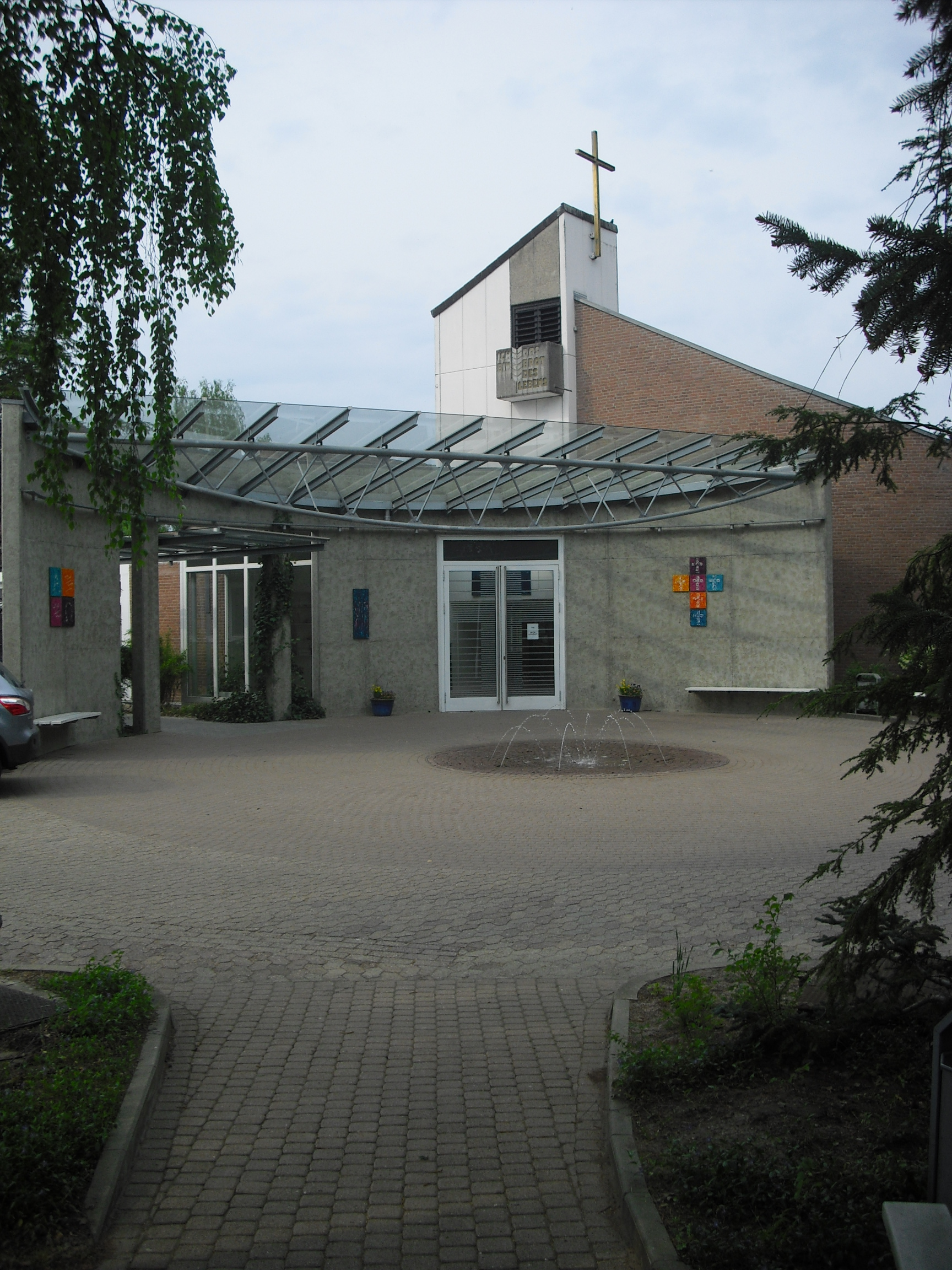
Kirche

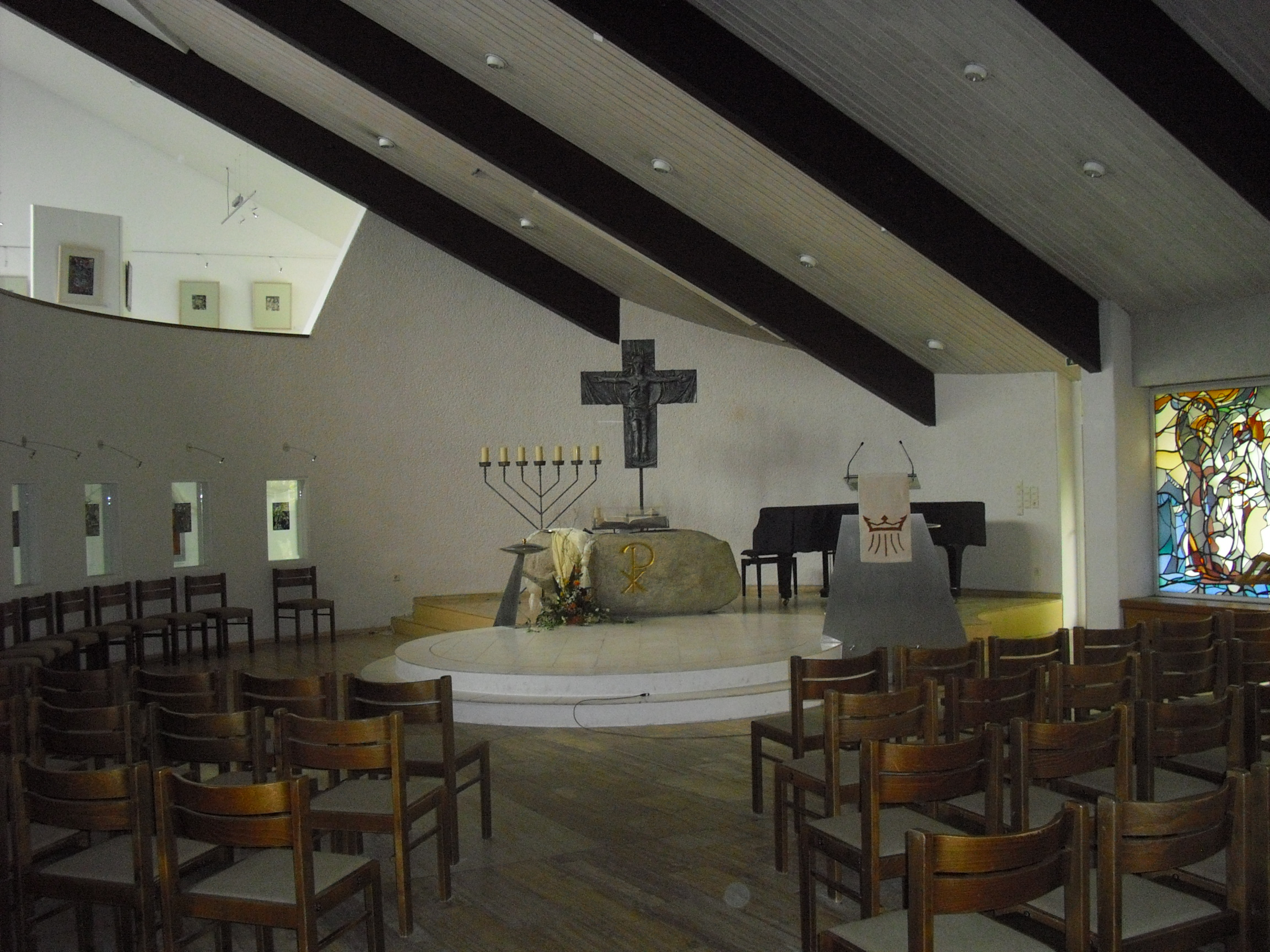
Inneres der Kirche

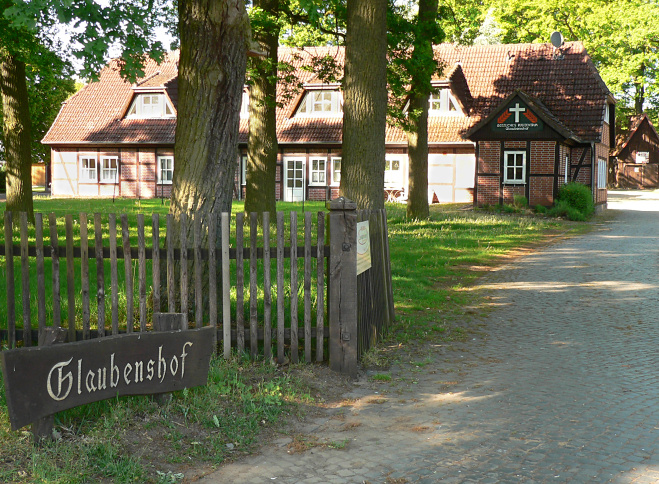
Glaubenshof

Das GRZ Krelingen umfasst auf seinem weitläufigen Gelände folgende Arbeitsbereiche, in denen auch ein Freiwilliges Soziales Jahr oder Bundesfreiwilligendienst abgeleistet werden kann:

### Krelinger Studienzentrum
Das Krelinger Studienzentrum wurde im November 1972 gegründet und ist juristisch gesehen eine staatlich anerkannte Ergänzungsschule. Es dient in erster Linie einer bibeltreuen Vorbereitung auf das universitäre Studium der evangelischen Theologie, ist aber auch für andere Laufbahnen offen: So werden dort einerseits nicht nur Studenten aus der Landeskirche aufgenommen, sondern auch aus anderen christlichen Konfessionen; des Weiteren wechseln nicht alle Studenten nach der Zeit in Krelingen an eine Universität, sondern auch an eine Bibel- oder Missionsschule. Das Studium im GRZ Krelingen muss nicht unbedingt am Anfang des Theologiestudiums stehen, sondern kann auch in ein bereits laufendes Gesamtstudium – auch ohne theologischen Bezug – eingebaut werden.
Der Unterrichtsplan des theologischen Vorstudienjahres beinhaltet seit 2023 Sprachkurse in den biblischen Sprachen Altgriechisch und Hebräisch sowie in Latein (mit Hinführung zu staatlich und kirchlich anerkannten Sprachabschlüssen), Einführungen in die Philosophie, Bibelkunde und theologische Grundlagenklärung. Die Studierenden wohnen nach Geschlechtern getrennt in bis zu siebenköpfigen Wohngemeinschaften in zwei der drei Studienhäuser, in welchen sich auch eine Bibliothek und zwei kleine Hörsäle befinden.
Studienleiter ist seit September 2022 Pastor Karsten Vehrs. Seine Vorgänger waren von 1972 bis 1979 Pastor Sven Findeisen, von 1979 bis 1996 Pastor Dr. Joachim Cochlovius, von 1998 bis 2007 Pastor Dr. Erhard Berneburg, von 2008 bis 2017 sowie übergangsweise 2021/2022 der Alttestamentler Pastor Dr. Manfred Dreytza und von 2017 bis 2021 Pastor Thomas Jeromin.

### Krelinger Teilhabezentrum
Menschen mit psychischen Erkrankungen und ggf. auch mit Suchthintergrund können im Krelinger Teilhabezentrum (bis 31. Dezember 2022 Reha-Zentrum) Maßnahmen zur sozialen und beruflichen Teilhabe in Anspruch nehmen. Es wird gezielte Hilfe zur Rückführung in ein selbstständiges Leben angeboten.

### Überbetriebliche Ausbildungsstätte
1972 wurde der „Glaubenshof“ im Teilhabezentrum des GRZ Krelingen als christliche Drogentherapie mit fünf Plätzen gegründet, die bis 2002 fortgeführt wurde. Seitdem ist der „Glaubenshof“ eine Internatseinrichtung der 1992 gegründeten Überbetrieblichen Ausbildungsstätte (ÜBA). Hier können junge Menschen mit Suchthintergrund in den vier Bereichen Tischlerei, Gärtnerei, Hauswirtschaft und Büro ein Berufsvorbereitungsjahr sowie eine Ausbildung absolvieren.

### Krelinger Freizeit- und Tagungszentrum
Das Krelinger Freizeit- und Tagungszentrum umfasst einen Gästebereich mit einem vielfältigen Angebot an Freizeiten, Kongressen, Konferenzen und Seminaren sowie Gästehäuser für Gemeinde- und andere Gruppen und Jugendhäuser für Kinder-, Jugend- und Konfirmandengruppen. Ebenso gehören ein Hotelbetrieb und eine Mehrzweckhalle (Heinrich-Kemner-Halle) zum Freizeit- und Tagungszentrum. Als Konferenzort ist das GRZ über die deutschen Grenzen hinaus bekannt.

### Krelinger Briefe
Die „Krelinger Briefe“ sind eine kostenlose, vierteljährlich erscheinende Mitteilungsschrift des GRZ Krelingen. Sie enthalten Informationen über Geschehen und aktuelle Veranstaltungen im GRZ sowie geistliche und theologische Impulse.

### Sonstige Arbeitsbereiche
- Heinrich-Kemner-Stiftung für Theologie und Gemeinde
- Kunstgalerie: Ausstellung mit Werken der Künstlerin Margret Knoop-Schellbach u. a. Künstler angrenzend an das Kirchengebäude
- Mehrzweckhalle Heinrich-Kemner-Halle (bis 2018 Glaubenshalle)
- Dienstleistungsangebot (Gemeindedienste) für Kirchengemeinden (Vorträge, Evangelisationen)
- Seelsorge

## Veranstaltungen

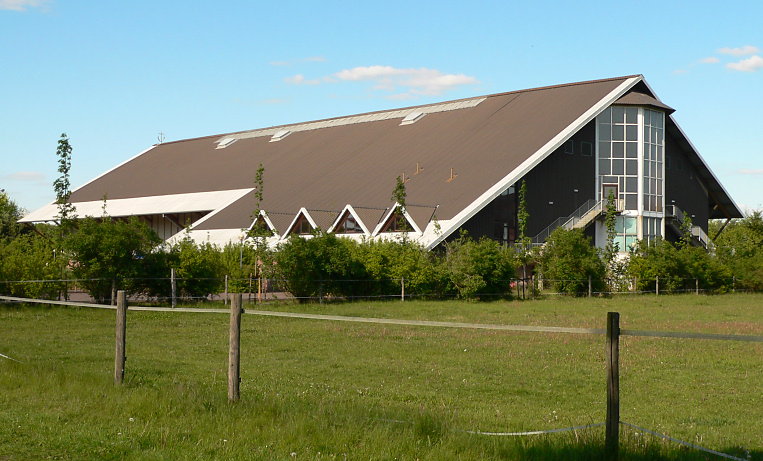
Mehrzweckhalle Heinrich-Kemner-Halle für Großveranstaltungen

An alljährlichen Veranstaltungen finden im GRZ Krelingen verschiedene Festtage (Krelinger Tag, Frauen- und Männertag, Bauerntag) statt, zu denen Tausende Besucher aus ganz Deutschland kommen. Sonntags findet um 10 Uhr ein evangelischer Gottesdienst in der Kirche des GRZ Krelingen statt. Das Krelinger Jugendfestival BAM (Begegnung, Aktion, Musik) für 13- bis 18-Jährige wurde 1992 ins Leben gerufen und ist die Nachfolgeveranstaltung des von Pastor Heinrich Kemner 1946 gegründeten Ahldener Jugendtages. 2024 wurde das dreitägige Jugendfestival in JAM (Jesus und ich) umbenannt. Es nahmen rund 750 Jugendliche teil.

## Werksleiter
| Zeitraum      | Werksleiter                      |
| ------------- | -------------------------------- |
| 1965 bis 1993 | Pastor Heinrich Kemner (Gründer) |
| 1994 bis 2004 | Pastor Wilfried Reuter           |
| 2004 bis 2007 | Pastor Kai-Uwe Schroeter         |
| 2008 bis 2019 | Pastor Martin Westerheide        |
| seit 2019     | Pastor Ralf Richter              |

## Herausgegebene Werke
- Heinrich Kemner: Da kann ich nur staunen. Autobiografie, Gr.-Oesingen 1994, ISBN 3-86147-105-1.
- Heinrich Kemner: … und volle Genüge haben. Andachten für jeden Tag, Neuauflage 2013, ISBN 978-3-86147-196-7.
- Heinrich Kemner: Christus oder Chaos: eine kritische Untersuchung der Theologie Bezzels im Verhältnis zu Luther. 1. Auflage 1959, ISBN 3-8311-4637-3.
- Erhard Berneburg (Hrsg.): Der bleibende Auftrag des Pietismus: Vorträge vom Theologischen Herbstkongress im GRZ Krelingen, November 2000. ISBN 3-8311-4636-5.
- Bjarne Vetrhus: Konzentrationsschwierigkeiten in der Schule: Ein Pädagoge gibt Einblick in seine 30-jährigen Erfahrungen in Elternhaus und Schule. ISBN 978-3-00-011748-0.
- Periodika:
  - Erweckliche Stimme / gegründet 1960 von Pastor Heinrich Kemner, erschienen von [1960,1]-Jg. 40, Nr. 7/8 (Juli/August 2000), 1960–2000, ISSN 0179-1583.
  - Die Krelinger Briefe erscheinen seit 2000 ISSN 1617-8637.